# جوزف کیتینگر
جوزف ویلیام کیتینگر (به انگلیسی: Joseph Kittinger) (زادهٔ ۲۷ ژوئیه ۱۹۲۸ – درگذشتهٔ ۹ دسامبر ۲۰۲۲) خلبان حرفه‌ای در نیروی هوایی ایالات متحده بود. او برای شرکت در پروژه اکسلسیور شناخته شده است. او از سال ۱۹۶۰ تا ۲۰۱۲ رکورد جهانی بلندترین پرش با چتر نجات - ۳۱٫۳ کیلومتر (۱۰۲٬۸۰۰ فوت) - را در اختیار داشت. او همچنین نخستین کسی بود که با بالون گازی عرض اقیانوس اطلس را طی کرده است.

## جابه‌جایی رکوردها
در ۱۴ اکتبر ۲۰۱۲ فلیکس بومگارتنر چترباز اتریشی در پروژه‌ای به نام ردبول استراتوس دو رکورد پرش از بلندترین ارتفاع و سریعترین سقوط آزاد را که در اختیار کیتینگر بود را شکست.